# Protomyzon griswoldi
Protomyzon griswoldi är en fiskart som först beskrevs av Hora och Jayaram 1952.  Protomyzon griswoldi ingår i släktet Protomyzon och familjen grönlingsfiskar. Inga underarter finns listade i Catalogue of Life.